# Thomas Jeffersons byggnader
Thomas Jeffersons byggnader (engelska: Thomas Jefferson Buildings) är ett av USA:s tentativa världsarv och består av två byggnader i delstaten Virginia ritade av arkitekten Thomas Jefferson:
- Poplar Forest
- Virginia State Capitol